# Tour de Bretanya
El Tour de Bretanya (en francès Tour de Bretagne o Tour de Bretagne trophée des granitiers; en bretó Tro Breizh war varc'h-houarn) és una competició ciclista per etapes que es disputa per les carreteres de Bretanya durant la primavera. La cursa es creà el 1967 amb el nom de Ruban Granitier Breton i no serà fins al 2006 quan agafi el nom actual. Fins al 2004 la cursa fou per a ciclistes amateurs i no serà fins al 2005, quan s'integrà en el circuit UCI Europa Tour, amb una categoria 2.2, que la cursa s'obrirà a professionals. El 2020 no es va disputar per culpa de la pandèmia de COVID-19.

## Palmarès
| Any                    | Vencedor                    | Segon                 | Tercer                |
| ---------------------- | --------------------------- | --------------------- | --------------------- |
| Ruban granitier breton |                             |                       |                       |
| 1967                   | Marcel Duchemin             | Jean Vidament         | Jean Le Hec           |
| 1968                   | Guy Ignolin                 | François Le Bihan     | Daniel Denecé         |
| 1969                   | Jean-Paul Maho              | Bernard Dupuch        | Jacques Botherel      |
| 1970                   | Marcel Duchemin             | Jean-Paul Maho        | Alain Nogues          |
| 1971                   | Marcel Duchemin             | Vladislav Nelyubin    | Claude Duterme        |
| 1972                   | André Corbeau               | Jaime Huelamo         | Alain Nogues          |
| 1973                   | Borís Xúkhov                | Guennadi Komnatov     | Yuri Kravchenko       |
| 1974                   | Stanisław Szozda            | Tadeusz Mytnik        | Janusz Kowalski       |
| 1975                   | Alexandre Gussiatnikov      | Vladimir Osokin       | Philippe Denié        |
| 1976                   | Borís Issaiev               | Alexandre Tikhonov    | Léo van Vliet         |
| 1977                   | Daniel Willems              | Daniel Gisiger        | Jean-Louis Gauthier   |
| 1978                   | Krzysztof Sujka             | Jan Krawczyck         | Czesław Lang          |
| 1979                   | Jan Jankiewicz              | Krzysztof Sujka       | Czesław Lang          |
| 1980                   | Giorgio Casati              | Borís Issaiev         | Yuri Barinov          |
| 1981                   | Marc Sommers                | Claude Moreau         | Fabien de Vooght      |
| 1982                   | Wim van Eynde               | Laurent Eudeline      | Philippe Delaurier    |
| 1983                   | Iuri Kaixirin               | Viktor Demidenko      | Oleh Petròvitx Txujda |
| 1984                   | Dan Radtke                  | Holger Müller         | Frank Herzog          |
| 1985                   | Philippe Louviot            | Pascal Kolkhuis-Tanke | Erik Breukink         |
| 1986                   | Gilles Sanders              | Pascal Campion        | John Clay             |
| 1987                   | Igor Sumnikov               | Pascal Lino           | Philippe Goubin       |
| 1988                   | Armand de las Cuevas        | Pierre Duin           | Marek Lesniewski      |
| 1989                   | Harm Jansen                 | Chris Peers           | Marc Wauters          |
| 1990                   | José Marques                | Kiril Belaiev         | Chann McRae           |
| 1991                   | Richard Vivien              | Rémy Quinton          | Peter Verhesen        |
| 1992                   | Ievgueni Berzin             | Stéphane Boury        | Vladislav Bóbrik      |
| 1993                   | Dominique Bozzi             | Stéphane Boury        | Frédéric Guesdon      |
| 1994                   | Anatoly Tchoubar            | Niels van der Steen   | Claude Lamour         |
| 1995                   | Sébastien Guénée            | Alexei Nakazny        | Erwan Jan             |
| 1996                   | Stéphane Cueff              | David Delrieu         | Frank van den Abeele  |
| 1997                   | Philippe Bresset            | Yoann Le Boulanger    | Frédéric Delalande    |
| 1998                   | Vincent Templier            | Jérôme Chiotti        | Christophe Barbier    |
| 1999                   | David Dumont                | Saulius Ruskys        | Stéphane Corlay       |
| 2000                   | Martial Locatelli           | Dennys Heil           | Michel Lalouette      |
| 2001                   | Guillaume Judas             | Niels Brouzes         | Sébastien Guérard     |
| 2002                   | Christophe Cousinie         | Nicolas Dumont        | Yoann Le Boulanger    |
| 2003                   | Dmitri Muraviov             | Frédéric Delalande    | Balasz Rohtmer        |
| 2004                   | Laurent Mangel              | Jussi Veikkanen       | Simon Gerrans         |
| 2005                   | Stéphane Petilleau          | Charles Guilbert      | Russell Downing       |
| Tour de Bretanya       |                             |                       |                       |
| 2006                   | Dries Devenyns              | David Lelay           | Pàvel Brut            |
| 2007                   | Lars Boom                   | Martijn Maaskant      | David Lelay           |
| 2008                   | Benoît Poilvet              | Bram Schmitz          | Julien Antomarchi     |
| 2009                   | Julien Fouchard             | Timofey Kritskiy      | Jan Ghyselinck        |
| 2010                   | Franck Bouyer               | Renaud Dion           | Dimitri Le Boulch     |
| 2011                   | Peter Kusztor               | Rene Mandri           | Evaldas Siskevicius   |
| 2012                   | Reinardt Janse van Rensburg | Éric Berthou          | Daan Olivier          |
| 2013                   | Riccardo Zoidl              | Nick van der Lijke    | Jasha Suetterlin      |
| 2014                   | Bert-Jan Lindeman           | Dylan Teuns           | Sébastien Delfosse    |
| 2015                   | Sébastien Delfosse          | Loïc Vliegen          | Daniel Hoelgaard      |
| 2016                   | Adrien Costa                | Frantisek Sisr        | Lennard Hofstede      |
| 2017                   | Flavien Dassonville         | Anders Skaarseth      | Stan Dewulf           |
| 2018                   | Fabien Schmidt              | Stan Dewulf           | Julien Antomarchi     |
| 2019                   | Lorrenzo Manzin             | Fabian Lienhard       | Nils Eekhoff          |
| 2020                   | no disputat                 | no disputat           | no disputat           |
| 2021                   | Jean-Louis Le Ny            | Anthony Delaplace     | Valentin Retailleau   |
| 2022                   | Johan Le Bon                | Alex Baudin           | Mathis Le Berre       |
| 2023                   | Simon Pellaud               | Nolann Mahoudo        | Luke Lamperti         |
| 2024                   | Jakob Söderqvist            | Morne van Niekerk     | Jesse Kramer          |
| 2025                   | Felix Ørn-Kristoff          | Alexandre Kess        | Aubin Sparfel         |